# Aphodobius tessmanni
Aphodobius tessmanni är en skalbaggsart som beskrevs av Rudolph Petrovitz 1969. Aphodobius tessmanni ingår i släktet Aphodobius och familjen Aphodiidae. Inga underarter finns listade i Catalogue of Life.